# Lucha Libre Femenil
Lucha Libre Femenil är ett fribrottningsförbund baserat i Monterrey i Nuevo León i Mexiko inom den mexikanska stilen lucha libre. Förbundet grundades år 2000 av Luciano Alberto Garcia de Luna, som fortfarande äger företaget. Matcherna går av stapeln i Arena Femenil i centrala Monterrey, i närheten av Macroplaza. Arenan delas frekvent med andra förbund, men ägs av Lucha Libre Femenil. 
I Lucha Libre Femenil anordnar man bara matcher mellan kvinnliga fribrottare. Förbundet har hjälpt till att fostra många unga kvinnliga fribrottare som sedan blivit framgångsrika i Mexikos större fribrottningsförbund, Lucha Libre AAA Worldwide och Consejo Mundial de Lucha Libre. Exempel på välkända mexikanska kvinnliga fribrottare som brottats i förbundet kan nämnas Lady Flammer och Lady Maravilla med flera.